# Джессіка Діггінс
Джессіка Діггінс (англ. Jessica Diggins) — американська лижниця, олімпійська чеміпонка, переможниця й призерка чемпіонатів світу.
Золоту олімпійську медаль та звання олімпійської чемпіонки Діггінс виборола в командному спринті на Пхьончханській олімпіаді 2018 року разом із своєю постійною партнеркою Кіккан Рендолл.

## Виступи на Олімпійських іграх
- 3 медалі - (1 золото, 1 срібло, 1 бронза)

| Рік  | Вік | 10 км | Скіатлон 15 км | 30 км мас-старт | Спринт | Естафета 4 × 5 км | Команднй спринт |
| ---- | --- | ----- | -------------- | --------------- | ------ | ----------------- | --------------- |
| 2014 | 22  | —     | 8              | 40              | 12     | 9                 | —               |
| 2018 | 26  | 5     | 5              | 7               | 6      | 5                 | Золото          |
| 2022 | 30  | 8     | 6              | Срібло          | Бронза | 6                 | 5               |

## Виступи на чемпіонатах світу
- 4 медалі – (1 золото, 2 срібла, 1 бронза)

| Рік  | Вік | 10 км  | Скіатлон 15 км | 30 км мас-старт | Спринт | Естафета 4 × 5 км | Команднй спринт |
| ---- | --- | ------ | -------------- | --------------- | ------ | ----------------- | --------------- |
| 2011 | 19  | —      | 28             | —               | 29     | 9                 | —               |
| 2013 | 21  | 23     | —              | DNF             | —      | 4                 | Золото          |
| 2015 | 23  | Срібло | —              | DNF             | —      | 4                 | 8               |
| 2017 | 25  | —      | DNF            | 5               | Срібло | 4                 | Бронза          |
| 2019 | 27  | 25     | —              | 4               | 8      | 5                 | 5               |
| 2021 | 29  | 4      | 15             | —               | 24     | 4                 | —               |

## Виноски
1. 1 2 3 4 5 6  Olympedia — 2006.
2. 1 2  International Ski and Snowboard Federation database
3. ↑  Munzinger Sport
4. 1 2 3 4 5  Team USA athletes database
5. 1 2  Бібліотека Конгресу — Library of Congress.
6. ↑  Women's team sprint results